# Čiurlionis-Brücke
Die Čiurlionis-Brücke (lit. M. K. Čiurlionio tiltas) ist von 1991 bis 2002 gebaute Brücke über die Memel (Nemunas) in Kaunas (Litauen), genannt nach dem Musiker Mikalojus Konstantinas Čiurlionis. Sie verbindet die Stadtteile Freda und Aleksotas. Sie ist 475 m lang und 29,4 m breit. Die nächsten Brücken über die Memel sind die Eisenbahnbrücke und die Karmelitų-Brücke.